# 난쟁이 세포
P 세포(P cell) 또는 P 신경절 세포(P ganglion cell)라고도 불리는 난쟁이 세포(midget cell)는 망막 신경절 세포(retinal ganglion cell, RGC)의 한 유형이다. 난쟁이 세포는 망막의 신경절 세포층에서 시작하여 외측 슬상핵(lateral geniculate nucleus, LGN)의 작은세포층으로 투사된다. 난쟁이 세포의 축삭은 시신경(optic nerve)과 시신경로(optic tract)을 통해 이동하여 궁극적으로 외측 슬상핵의 작은세포 세포와 시냅스를 이룬다. 이 세포는 수지상 나무와 세포체의 크기가 작기 때문에 난쟁이 망막 신경절 세포로 알려져 있다. 망막 신경절 세포의 약 80%는 난쟁이 세포이다. 그들은 상대적으로 적은 수의 막대와 원뿔로부터 입력을 받는다. 많은 경우, 그들은 각각 하나의 원뿔에 연결된 작은 양극성 세포(bipolar cell)에 연결된다.
이 뉴런은 대립적인 중심과 주변을 갖는 대략 원형의 수용 영역을 보여준다. 이 속성은 공간적 반대성(spatial opponency)으로 알려져 있으며, 이러한 뉴런은 수용 필드의 중심에 떨어지는 광자에 의해 흥분되거나 억제되는지 여부에 따라 일반적으로 ON 중심 또는 OFF 중심으로 나뉜다. 이들 세포의 대부분은 색깔면에서 반대이다. 즉, 장파장 및 중파장 가시광선(일반적으로 각각 빨간색과 녹색에 근접함)이 중앙과 주변에 반대 효과를 발휘한다는 의미이다. 예를 들어, 색깔적으로 반대인 L-ON 난쟁이 세포는 장파장의 빛이 수용장 중앙에 있는 원뿔에 떨어지면 흥분하지만(활동 전위가 급상승할 가능성이 더 높지만) 중간 파장의 빛에 의해 억제된다. 수용 필드 주변에 떨어지는 것이다. 그러나 모든 난쟁이 세포가 색깔적으로 반대되는 것은 아니다.
그들은 느린 전도 속도(conduction velocity)를 가지며 높은 시간 주파수(즉, 빠르고 낮은 공간 주파수)에 매우 반응한다.

## 같이 보기
- 망막 신경절 세포
- 양산 세포 (parasol cell, M 세포)
- 작은세포 세포 (소세포성 세포, parvocellular cell, P-세포)
- 큰세포 세포 (대세포성 세포, magnocellular cell, M-세포)